# Alfred Borrel
Alfred Borrel fue un grabador medallista y escultor francés, nacido el 18 de agosto de 1836 en París y fallecido el año 1927. Fue el hijo de Maurice Borrel, igualmente medallista.